# Ibn-i Yamin
Ibn-i Yamin (Faryūmad, attualmente Sabzevar, 1286 – 30 gennaio 1368) è stato un poeta persiano, noto anche come Amir Fakhr al-Din Mahmud ibn Amir Yamin al-Din Tughrai Mustawfi Faryumadi.

## Biografia
Nacque a Faryūmad (l'attuale Sabzevar) nella provincia di Bayhaq. Fu poeta presso la corte  dei Khan dell'Ilkhanato fino al 1337, quando passò al servizio dei Sarbadar. Fu fatto prigioniero dai Kartidi di Herat nella battaglia di Zāva, l'attuale Torbat-e Ḥaydarīya (dove i Sarbadar furono sconfitti), e perse gli scritti fino ad allora composti; tornò a Sabzevar nel 1346, ma a causa di un conflitto interno fu esiliato nel 1347; tornò di nuovo nel 1348 e morì al servizio dei Sarbadar nel 1368.
Nel 1346 ricostruì il suo primo diwān con l'aiuto di note, memorie e testimonianze degli amici, poi ampliato nel 1356. Dopo tale data si dedicò alla composizione di epigrammi di vario argomento, arte nella quale fu un maestro senza rivali. Vi sono diversi manoscritti contenenti poesie a lui attribuite. Nel complesso compose quindicimila versi, tra qaside (odi panegiristiche), ghazal (liriche), tarkīb-band, qet'a (frammenti) e rubaʿiyyat (quartine).

## Opere
- (DE) Ibn Jamin’s Bruchstücke aus dem Persischen, traduzione di Maria von Ottakar, Vienna, 1852.
- (EN) Persice : 100 shorts poems the persian text with paraphrase, traduzione di E. H. Rodwell, London, 1933.
- (FA) Divān, ed. R. Yāsimi, Tehran, 1937; ed. S. Nafisi, Tehran, 1938.

| The simple life Two loaves of bread of wheat or barley meal, Three suits of clothes of pattern old or new; Four walls and corners where one free may feel, Where no one says "Get up! away with you!" To Ibn Yamin seems better a great deal Than pomp of Kaiqubád and Kaikhusru. | La vita frugale Due gallette d'orzo o di frumento; tre vestiti, usati o nuovi; quattro mura dove uno possa sentirsi libero, dove nessuno abbia il diritto di dirti: 'Alzati e vattene!' A Ibn Yamin sembra migliore della vastità dei reami di Kaiqubád e Kaikhusru. |